# 1806
Il 1806 (MDCCCVI in numeri romani) è un anno  del XIX secolo.

## Eventi
- Egitto – Gli inglesi sono sconfitti a Rosetta dall'esercito egiziano. Il Pascià dell'Egitto Mohammed Ali intima l'immediata espulsione delle truppe inglesi dalla sua terra.
- 1º gennaio – Francia: Viene abolito il Calendario Rivoluzionario Francese.
- 8 febbraio – Invasione di Napoli: Inizio della campagna militare francese guidata dal maresciallo Andrea Massena nel Regno di Napoli.
- 9 marzo – Battaglia di Campotenese: L'esercito francese, guidato dal generale Reynier, sconfigge l'esercito borbonico del Regno di Napoli, comandato dal generale Damas.
- 15 marzo – Napoleone sconfigge re Ferdinando I di Borbone e nomina re di Napoli suo fratello maggiore Giuseppe (30 marzo).
- 22 marzo – Scoppia a Soveria Mannelli, in Calabria, una sommossa contro i francesi che durerà ininterrottamente fino al 1815. Nei territori di Calabria e Basilicata scoppia una rivolta anti-francese, che porterà negli anni successivi a vari scontri tra truppe francesi e alleati borbonici (Insurrezione calabrese).
- 5 giugno – Napoleone trasforma la Repubblica Batava in regno d'Olanda nominando re il fratello Luigi.
- 4 luglio – Battaglia di Maida: Una colonna francese attaccò le truppe inglesi sbarcate in Calabria, ma fu sconfitta dal corpo di spedizione britannico.
- 12 luglio – Napoleone costituisce la Confederazione del Reno, comprendente la Baviera, Baden e Württemberg, ma sempre sotto l'egemonia francese. La Prussia reagisce inviando un ultimatum ai francesi con la richiesta di lasciare la zona tedesca fino al Reno.
- 2 agosto – Con l'arrivo delle truppe di Napoleone Bonaparte il Regno di Napoli ottiene la cosiddetta "eversione della feudalità" con la legge N. 130.
- 6 agosto – Francesco II d'Asburgo rinuncia formalmente al titolo d'Imperatore del Sacro Romano Impero. Ciò comporta l'estinzione formale del Sacro Romano Impero.
- 8 agosto – Massacro di Lauria da parte delle truppe napoleoniche.
- 15 agosto – Grazie a Napoleone Bonaparte il Liechtenstein ottiene la propria sovranità.
- 5 settembre – Emanazione in Italia dell'editto napoleonico di Saint Cloud, che impone di seppellire i morti al di fuori delle mura cittadine.
- 10 ottobre – Battaglia di Saalfeld: Le truppe francesi, comandate dal maresciallo Jean Lannes, sconfiggono nettamente le truppe prussiane. Il comandante delle forze prussiane, principe Luigi Ferdinando di Prussia, viene ucciso nello scontro.
- 14 ottobre – Battaglia di Jena: I prussiani sono sconfitti e inseguiti da Napoleone fino alla città di Berlino, che viene così occupata dai soldati francesi.
- 14 ottobre – Battaglia di Auerstädt: Parallelamente alla Battaglia di Jena, i francesi ottengono un'importante vittoria presso Auerstedt.
- 27 ottobre – Napoleone entra trionfalmente a Berlino.
- 21 novembre – Napoleone decreta il Blocco continentale, ovvero divieto di consentire l'attracco alle navi battenti bandiera inglese in qualsiasi porto dei paesi soggetti al dominio francese.
- 10 dicembre – Dopo una settimana si conclude l'assedio di Maratea e il colonnello Alessandro Mandarini consegna il Castello alle truppe napoleoniche guidate da Jean Maximilien Lamarque.
- 26 dicembre – Battaglia di Pułtusk: Le truppe francesi costringono alla ritirata le truppe russe.
- 26 dicembre – Battaglia di Golymin: Parallelamente alla Battaglia di Pułtusk, le truppe francesi ottengono un'altra vittoria contro le truppe russe.

## Nati
Ci sono circa 380 voci su persone nate nel 1806; vedi la pagina Nati nel 1806 per un elenco descrittivo o la categoria Nati nel 1806 per un indice alfabetico.

## Morti

### Gennaio
- 3 gennaio - Bartolomeo Calderara, funzionario italiano (n. 1747)
- 5 gennaio - Carlo Alessandro di Brandeburgo-Ansbach, nobile tedesco (n. 1736)
- 6 gennaio - Jean-Henri Riesener, ebanista francese (n. 1734)
- 7 gennaio - Paolino da San Bartolomeo, religioso, orientalista e storico austriaco (n. 1748)
- 10 gennaio - Domenico Mondo, artista italiano (n. 1723)
- 12 gennaio - Giuseppe Vincenzo Beni, vescovo cattolico italiano (n. 1729)
- 16 gennaio - Nicolas Leblanc, chimico e medico francese (n. 1742)
- 17 gennaio - Francesco Soave, filosofo, traduttore e docente svizzero (n. 1743)
- 17 gennaio - Franz von Werneck, generale austriaco (n. 1748)
- 18 gennaio - Juan de Lángara y Huarte, ammiraglio, esploratore e matematico spagnolo (n. 1736)
- 21 gennaio - Henry Ellis, politico e esploratore britannico (n. 1721)
- 23 gennaio - William Pitt il Giovane, politico britannico (n. 1759)

### Febbraio
- 1º febbraio - Jean Baptiste Delafosse, incisore francese (n. 1721)
- 3 febbraio - Restif de la Bretonne, scrittore e giornalista francese (n. 1734)
- 4 febbraio - Nicolò Erizzo, politico e diplomatico italiano (n. 1722)
- 6 febbraio - Alessandro Filangieri, generale e politico italiano (n. 1740)
- 6 febbraio - Madame de Montesson, nobildonna francese (n. 1738)
- 11 febbraio - Giuseppe Franchi, scultore italiano (n. 1731)
- 11 febbraio - Vicente Martín y Soler, compositore spagnolo (n. 1754)
- 13 febbraio - Michele de Jorio, giurista, avvocato e magistrato italiano (n. 1738)
- 14 febbraio - Jean Dauberval, ballerino e coreografo francese (n. 1742)
- 16 febbraio - Franz von Weyrother, generale austriaco (n. 1755)
- 18 febbraio - Brigida Banti, soprano italiano (n. 1757)
- 19 febbraio - Elizabeth Carter, poetessa, scrittrice e traduttrice inglese (n. 1717)
- 20 febbraio - Lachlan McIntosh, generale statunitense (n. 1725)
- 22 febbraio - James Barry, pittore irlandese (n. 1741)
- 23 febbraio - John Alcock, organista inglese (n. 1715)
- 23 febbraio - Paolo Scalabrini, compositore italiano (n. 1713)
- 24 febbraio - Jean-François Collin d'Harleville, commediografo francese (n. 1755)
- 25 febbraio - Vasilij Alekseevič Kar, generale russo (n. 1730)
- 25 febbraio - Giuseppe Menghetti, fantino italiano (n. 1784)
- 26 febbraio - Alexandre Dumas, generale francese (n. 1762)
- 26 febbraio - Andrew Mitchell, ammiraglio britannico (n. 1757)

### Marzo
- 3 marzo - Heinrich Christian Boie, scrittore tedesco (n. 1744)
- 5 marzo - Giangrisostomo Tovazzi, religioso, storico e bibliotecario italiano (n. 1731)
- 10 marzo - Franz de Paula Karl von Colloredo, politico e nobile austriaco (n. 1736)
- 10 marzo - François Denis Tronchet, giurista e politico francese (n. 1723)
- 11 marzo - Tun Koris di Pahang, sovrano malese
- 13 marzo - Gabriel-François Doyen, pittore francese (n. 1726)
- 13 marzo - Leopoldo Pollack, architetto italiano (n. 1751)
- 14 marzo - Angiolo Franceschi, arcivescovo cattolico italiano (n. 1735)
- 14 marzo - Michał Jerzy Wandalin Mniszech, diplomatico polacco (n. 1742)
- 16 marzo - Giuseppe Colla, compositore italiano (n. 1731)
- 17 marzo - Agostino Gervasio, teologo e arcivescovo cattolico italiano (n. 1730)
- 19 marzo - James Jackson, politico e generale statunitense (n. 1757)
- 21 marzo - Cosimo Alessandro Collini, scienziato, filosofo e naturalista italiano (n. 1727)
- 22 marzo - Pietro Antonio Zaguri, politico italiano (n. 1733)
- 23 marzo - George Frederick Pinto, compositore, pianista e violinista britannico (n. 1785)
- 30 marzo - Georgiana Spencer, britannica (n. 1757)

### Aprile
- 4 aprile - Carlo Gozzi, drammaturgo e scrittore italiano (n. 1720)
- 4 aprile - Charles-Daniel de Meuron, mercenario svizzero (n. 1738)
- 5 aprile - Benjamin Bell, chirurgo scozzese (n. 1749)
- 6 aprile - Francesco Saverio Bartoli, scrittore, comico e letterato italiano (n. 1745)
- 7 aprile - Elihu Palmer, scrittore statunitense (n. 1764)
- 9 aprile - Guglielmo V di Orange-Nassau, nobile (n. 1748)
- 10 aprile - Horatio Gates, generale britannico (n. 1727)
- 12 aprile - Louis-Alexandre de Cessart, ingegnere francese (n. 1719)
- 12 aprile - Johann Gottfried Hasse, filosofo e teologo tedesco (n. 1759)
- 12 aprile - Giuseppe Mayno, brigante italiano (n. 1780)
- 13 aprile - Jean-Jacques Bachelier, pittore e scrittore francese (n. 1724)
- 14 aprile - Antonio Sentmanat y Castellá, cardinale spagnolo (n. 1734)
- 17 aprile - Adelheid Amalie Gallitzin, nobile tedesca (n. 1748)
- 22 aprile - Pierre Charles Silvestre de Villeneuve, ammiraglio francese (n. 1763)
- 25 aprile - Rana Bahadur Shah, re nepalese (n. 1775)
- 27 aprile - Giambattista Rodio, militare italiano (n. 1779)

### Maggio
- 6 maggio - Federico Carlo Gravina, ammiraglio italiano (n. 1756)
- 7 maggio - Tommaso d'Avalos, politico e diplomatico italiano (n. 1752)
- 8 maggio - Robert Morris, politico statunitense (n. 1734)
- 12 maggio - Giovanni Battista Gallicciolli, filologo, ebraista e storico italiano (n. 1733)
- 12 maggio - Wenzel Aloys Stütz, scrittore e medico tedesco (n. 1772)
- 17 maggio - Vincenzo Greco, vescovo cattolico italiano (n. 1739)
- 21 maggio - Maria Antonia di Borbone-Due Sicilie, principessa (n. 1784)
- 24 maggio - John Campbell, V duca di Argyll, nobile e ufficiale scozzese (n. 1723)
- 25 maggio - Claude-Louis Petiet, politico e generale francese (n. 1749)
- 28 maggio - Olof af Acrel, chirurgo svedese (n. 1717)
- 31 maggio - George Macartney, politico e diplomatico britannico (n. 1737)
- 31 maggio - Michael von Melas, generale austriaco (n. 1729)

### Giugno
- 12 giugno - Stefano Domenico Sceriman, vescovo cattolico italiano (n. 1729)
- 12 giugno - Eugenio Vulgaris, vescovo ortodosso, filosofo e teologo greco (n. 1716)
- 14 giugno - Domenico Guardasoni, tenore e impresario teatrale italiano
- 17 giugno - Henry Holland, architetto britannico (n. 1745)
- 21 giugno - Ignaz Schiffermüller, naturalista austriaco (n. 1727)
- 21 giugno - Francesco Saverio di Sassonia, principe tedesco (n. 1730)
- 23 giugno - Mathurin Jacques Brisson, fisico e ornitologo francese (n. 1723)

### Luglio
- 3 luglio - Carlo Magini, pittore italiano (n. 1720)
- 4 luglio - Charles-Henri Sanson, boia francese (n. 1739)
- 5 luglio - Arthur Richard Dillon, arcivescovo cattolico francese (n. 1721)
- 6 luglio - Matteo Buttafuoco, politico francese (n. 1731)
- 10 luglio - George Stubbs, pittore britannico (n. 1724)
- 11 luglio - James Smith, avvocato e politico statunitense (n. 1719)
- 16 luglio - Caterino Mazzolà, librettista e poeta italiano (n. 1745)
- 16 luglio - Jean-Louis de Lolme, giurista e filosofo svizzero (n. 1740)
- 22 luglio - Maximilien de Baillet-Latour, feldmaresciallo austriaco (n. 1737)
- 26 luglio - Karoline von Günderrode, scrittrice tedesca (n. 1780)

### Agosto
- 1º agosto - Vincenzo Lunardi, inventore e ufficiale italiano (n. 1754)
- 3 agosto - Michel Adanson, botanico francese (n. 1727)
- 6 agosto - Gaetano Bonanno, vescovo cattolico italiano (n. 1728)
- 10 agosto - Michael Haydn, compositore austriaco (n. 1737)
- 10 agosto - Christian Kalkbrenner, compositore e musicologo tedesco (n. 1755)
- 13 agosto - Pierre Jean Baptiste Choudard Desforges, attore teatrale, commediografo e librettista francese (n. 1746)
- 17 agosto - John Dennis, politico statunitense (n. 1771)
- 20 agosto - Carlo Luigi di Anhalt-Bernburg-Schaumburg-Hoym, principe tedesco (n. 1723)
- 22 agosto - Jean-Honoré Fragonard, pittore francese (n. 1732)
- 23 agosto - Charles Augustin de Coulomb, fisico e ingegnere francese (n. 1736)
- 26 agosto - Johann Philipp Palm, editore tedesco (n. 1768)

### Settembre
- 1º settembre - Edward Nairne, artigiano inglese (n. 1726)
- 2 settembre - Leopold Alois Hoffmann, scrittore, giornalista e agente segreto austriaco (n. 1760)
- 8 settembre - Patrick Cotter O'Brien, irlandese (n. 1760)
- 9 settembre - William Paterson, politico e giudice statunitense (n. 1745)
- 10 settembre - Johann Christoph Adelung, linguista tedesco (n. 1732)
- 10 settembre - Johann Anton Leisewitz, scrittore tedesco (n. 1752)
- 13 settembre - Charles James Fox, politico britannico (n. 1749)
- 13 settembre - Giovanni Mariti, viaggiatore, scienziato e storico italiano (n. 1736)
- 16 settembre - Bernardo Fallani, architetto e ingegnere italiano (n. 1739)
- 17 settembre - Giuseppe Moneta, compositore italiano (n. 1754)
- 20 settembre - Carlo Giorgio Augusto di Brunswick-Wolfenbüttel, nobile (n. 1766)
- 27 settembre - Wolfgang Heribert von Dalberg, politico, direttore teatrale e letterato tedesco (n. 1750)

### Ottobre
- 1º ottobre - Étienne-Alexandre Bernier, vescovo cattolico francese (n. 1762)
- 5 ottobre - Giovanni Battista Ciughi, religioso e storico italiano (n. 1737)
- 6 ottobre - Giuseppe Maria Galanti, economista, storico e politico italiano (n. 1743)
- 9 ottobre - Benjamin Banneker, scienziato statunitense (n. 1731)
- 9 ottobre - Friedrich August Brand, pittore austriaco (n. 1735)
- 10 ottobre - Luigi Ferdinando di Prussia, generale prussiano (n. 1772)
- 17 ottobre - Jean-Jacques Dessalines, militare e politico haitiano (n. 1758)
- 20 ottobre - Mercuriale Prati, vescovo cattolico italiano (n. 1715)
- 20 ottobre - Richard Weston, botanico e agronomo britannico (n. 1733)
- 22 ottobre - Thomas Sheraton, ebanista inglese (n. 1751)
- 23 ottobre - Carlo Luigi Buronzo del Signore, arcivescovo cattolico italiano (n. 1731)
- 23 ottobre - Timothy Dexter, mercante statunitense (n. 1747)
- 23 ottobre - Franz Seydelmann, compositore tedesco (n. 1748)
- 25 ottobre - Henry Knox, generale statunitense (n. 1750)
- 26 ottobre - John Graves Simcoe, militare e politico inglese (n. 1752)
- 28 ottobre - Charlotte Turner Smith, poetessa e scrittrice britannica (n. 1749)
- 29 ottobre - Charles Le Picq, ballerino e coreografo francese (n. 1745)

### Novembre
- 3 novembre - José Clavijo y Fajardo, giornalista spagnolo (n. 1730)
- 5 novembre - Giuseppe Zola, teologo, storico e bibliotecario italiano (n. 1739)
- 10 novembre - Carlo Guglielmo Ferdinando di Brunswick-Wolfenbüttel, generale prussiano (n. 1735)
- 11 novembre - Joseph Gottlieb Kölreuter, botanico e scienziato tedesco (n. 1733)
- 11 novembre - Fra Diavolo, brigante e militare italiano (n. 1771)
- 13 novembre - John Stewart, VII conte di Galloway, nobile scozzese (n. 1736)
- 16 novembre - Moses Cleaveland, militare e politico statunitense (n. 1754)
- 18 novembre - Claude-Nicolas Ledoux, cantante e urbanista francese (n. 1736)
- 19 novembre - Shah 'Alam II, imperatore indiano (n. 1728)
- 26 novembre - Élie Lacoste, politico francese (n. 1745)
- 29 novembre - Oronzio De Bernardi, presbitero, teologo e scienziato italiano (n. 1735)
- 30 novembre - Moritz Balthasar Borkhausen, botanico tedesco (n. 1760)

### Dicembre
- 3 dicembre - Vita d'Angelo Sanguinetti, banchiere, imprenditore e politico italiano (n. 1725)
- 6 dicembre - Gaetano Barba, architetto e ingegnere italiano (n. 1730)
- 8 dicembre - Pëtr Petrovič Dolgorukov, generale e nobile russo (n. 1777)
- 10 dicembre - Francesco Federico di Sassonia-Coburgo-Saalfeld, duca tedesco (n. 1750)
- 14 dicembre - John Breckinridge, politico statunitense (n. 1760)
- 24 dicembre - Ferdinando Carlo Antonio d'Asburgo-Lorena, duca (n. 1754)
- 26 dicembre - Carmontelle, pittore, incisore e architetto francese (n. 1717)
- 29 dicembre - Charles Lennox, III duca di Richmond, militare, politico e diplomatico britannico (n. 1735)

### Senza giorno specificato
- Louis-Pierre Anquetil, storico francese (n. 1723)
- Chaim Joseph David Azulai, filosofo, rabbino e teologo italiano (n. 1724)
- Pietro Bardellino, pittore italiano (n. 1732)
- Joseph Billings, navigatore e esploratore inglese
- Luigi Borghi, compositore e violinista italiano (n. 1745)
- Angelo Maria Brunelli, scultore italiano (n. 1740)
- Cyrus Bustill, attivista statunitense (n. 1732)
- David Dale, imprenditore scozzese (n. 1739)
- Evstratij Ivanovič Delarov, esploratore e mercante greco (n. 1740)
- Tommaso Giordani, compositore italiano
- Robert Gray, navigatore e esploratore statunitense (n. 1755)
- Franz Joseph Hermann, pittore tedesco (n. 1738)
- Kim Hong-do, pittore coreano (n. 1745)
- Kitagawa Utamaro, pittore e disegnatore giapponese (n. 1753)
- Johann Georg Klinger, artigiano tedesco (n. 1764)
- Johann La Roche, attore teatrale tedesco (n. 1745)
- Francesca Lechi, rivoluzionaria italiana (n. 1773)
- Michelangelo Morlaiter, pittore e scultore italiano (n. 1729)
- Marcos Coelho Neto, musicista brasiliano
- Mungo Park, esploratore scozzese (n. 1771)
- Stefano Salterio, scultore italiano (n. 1730)
- Louis Hardouin Tarbé, politico e avvocato francese (n. 1753)
- William Thomson, geologo inglese (n. 1760)
- Gioacchino Varlè, scultore italiano (n. 1734)
- Fulgenzio Vitman, abate e botanico tedesco (n. 1728)

## Calendario
| Calendario 1806 | Calendario 1806 | Calendario 1806 | Calendario 1806 | Calendario 1806 | Calendario 1806 | Calendario 1806 | Calendario 1806 | Calendario 1806 | Calendario 1806 | Calendario 1806 | Calendario 1806 | Calendario 1806 | Calendario 1806 | Calendario 1806 | Calendario 1806 | Calendario 1806 | Calendario 1806 | Calendario 1806 | Calendario 1806 | Calendario 1806 | Calendario 1806 | Calendario 1806 | Calendario 1806 | Calendario 1806 | Calendario 1806 | Calendario 1806 | Calendario 1806 | Calendario 1806 | Calendario 1806 | Calendario 1806 | Calendario 1806 | Calendario 1806 |
| --------------- | --------------- | --------------- | --------------- | --------------- | --------------- | --------------- | --------------- | --------------- | --------------- | --------------- | --------------- | --------------- | --------------- | --------------- | --------------- | --------------- | --------------- | --------------- | --------------- | --------------- | --------------- | --------------- | --------------- | --------------- | --------------- | --------------- | --------------- | --------------- | --------------- | --------------- | --------------- | --------------- |
|                 | 1               | 2               | 3               | 4               | 5               | 6               | 7               | 8               | 9               | 10              | 11              | 12              | 13              | 14              | 15              | 16              | 17              | 18              | 19              | 20              | 21              | 22              | 23              | 24              | 25              | 26              | 27              | 28              | 29              | 30              | 31              |                 |
| Gennaio         | Me              | Gi              | Ve              | Sa              | Do              | Lu              | Ma              | Me              | Gi              | Ve              | Sa              | Do              | Lu              | Ma              | Me              | Gi              | Ve              | Sa              | Do              | Lu              | Ma              | Me              | Gi              | Ve              | Sa              | Do              | Lu              | Ma              | Me              | Gi              | Ve              |                 |
| Febbraio        | Sa              | Do              | Lu              | Ma              | Me              | Gi              | Ve              | Sa              | Do              | Lu              | Ma              | Me              | Gi              | Ve              | Sa              | Do              | Lu              | Ma              | Me              | Gi              | Ve              | Sa              | Do              | Lu              | Ma              | Me              | Gi              | Ve              |                 |                 |                 |                 |
| Marzo           | Sa              | Do              | Lu              | Ma              | Me              | Gi              | Ve              | Sa              | Do              | Lu              | Ma              | Me              | Gi              | Ve              | Sa              | Do              | Lu              | Ma              | Me              | Gi              | Ve              | Sa              | Do              | Lu              | Ma              | Me              | Gi              | Ve              | Sa              | Do              | Lu              |                 |
| Aprile          | Ma              | Me              | Gi              | Ve              | Sa              | Do              | Lu              | Ma              | Me              | Gi              | Ve              | Sa              | Do              | Lu              | Ma              | Me              | Gi              | Ve              | Sa              | Do              | Lu              | Ma              | Me              | Gi              | Ve              | Sa              | Do              | Lu              | Ma              | Me              |                 |                 |
| Maggio          | Gi              | Ve              | Sa              | Do              | Lu              | Ma              | Me              | Gi              | Ve              | Sa              | Do              | Lu              | Ma              | Me              | Gi              | Ve              | Sa              | Do              | Lu              | Ma              | Me              | Gi              | Ve              | Sa              | Do              | Lu              | Ma              | Me              | Gi              | Ve              | Sa              |                 |
| Giugno          | Do              | Lu              | Ma              | Me              | Gi              | Ve              | Sa              | Do              | Lu              | Ma              | Me              | Gi              | Ve              | Sa              | Do              | Lu              | Ma              | Me              | Gi              | Ve              | Sa              | Do              | Lu              | Ma              | Me              | Gi              | Ve              | Sa              | Do              | Lu              |                 |                 |
| Luglio          | Ma              | Me              | Gi              | Ve              | Sa              | Do              | Lu              | Ma              | Me              | Gi              | Ve              | Sa              | Do              | Lu              | Ma              | Me              | Gi              | Ve              | Sa              | Do              | Lu              | Ma              | Me              | Gi              | Ve              | Sa              | Do              | Lu              | Ma              | Me              | Gi              |                 |
| Agosto          | Ve              | Sa              | Do              | Lu              | Ma              | Me              | Gi              | Ve              | Sa              | Do              | Lu              | Ma              | Me              | Gi              | Ve              | Sa              | Do              | Lu              | Ma              | Me              | Gi              | Ve              | Sa              | Do              | Lu              | Ma              | Me              | Gi              | Ve              | Sa              | Do              |                 |
| Settembre       | Lu              | Ma              | Me              | Gi              | Ve              | Sa              | Do              | Lu              | Ma              | Me              | Gi              | Ve              | Sa              | Do              | Lu              | Ma              | Me              | Gi              | Ve              | Sa              | Do              | Lu              | Ma              | Me              | Gi              | Ve              | Sa              | Do              | Lu              | Ma              |                 |                 |
| Ottobre         | Me              | Gi              | Ve              | Sa              | Do              | Lu              | Ma              | Me              | Gi              | Ve              | Sa              | Do              | Lu              | Ma              | Me              | Gi              | Ve              | Sa              | Do              | Lu              | Ma              | Me              | Gi              | Ve              | Sa              | Do              | Lu              | Ma              | Me              | Gi              | Ve              |                 |
| Novembre        | Sa              | Do              | Lu              | Ma              | Me              | Gi              | Ve              | Sa              | Do              | Lu              | Ma              | Me              | Gi              | Ve              | Sa              | Do              | Lu              | Ma              | Me              | Gi              | Ve              | Sa              | Do              | Lu              | Ma              | Me              | Gi              | Ve              | Sa              | Do              |                 |                 |
| Dicembre        | Lu              | Ma              | Me              | Gi              | Ve              | Sa              | Do              | Lu              | Ma              | Me              | Gi              | Ve              | Sa              | Do              | Lu              | Ma              | Me              | Gi              | Ve              | Sa              | Do              | Lu              | Ma              | Me              | Gi              | Ve              | Sa              | Do              | Lu              | Ma              | Me              |                 |